# つるうちはな (アルバム)
『つるうちはな』とは、日本のシンガーソングライターのつるうちはなの1作目のフル・アルバム。

## 概要
初のフルアルバム。キャッチコピーは「これ、遺作でもいい。」。編曲家にhello!の橋口靖正を迎えた全11曲を収録。
発売に先駆け、YouTubeのつるうちの公式チャンネルにて、「I AM ア 人間」「STEP」「ちいさなひかり」「YOU」「パープルサンデー」のミュージック・ビデオが公開された。

## 収録曲
全曲 作詞・作曲：つるうちはな / 編曲：橋口靖正（hello!）
1. アンコール（0:22）
2. パープルサンデー（3:53）
ディスコ調の楽曲。
2ndシングル「あいゆうえにい」には、アレンジし直されたものが「パープルサンデー〜平和mix〜」として収録された。
3. I AM ア 人間 (Album ver.)（2:59）
配信限定シングル「I AM ア 人間だもん ep.」表題曲のアルバム・バージョン。
2ndシングル「あいゆうえにい」には、アレンジし直されたものが「I AM ア 人間〜平和mix〜」として収録された。
4. 星ガール（2:51）
5. 思春期（1:57）
6. マーブルミックス（2:29）
7. 彗星ラブソング（3:47）
8. ちいさなひかり (Album ver.)（3:23）
配信限定シングル「I AM ア 人間だもん ep.」収録曲のアルバム・バージョン。
9. STEP（3:03）
配信限定シングル「I AM ア 人間だもん ep.」収録曲。
10. YOU（3:23）
11. smile&tears（3:35）

## 参加ミュージシャン・スタッフ
- つるうちはな - ピアノ、ボーカル、音楽プロデューサー、ミックス（＃1）
- 橋口靖正（hello!） - エレクトリック・ギター、エレクトリックベース、キーボード、プログラミング、音楽プロデューサー[3]、ミックス（＃9）
- 井淵将良 - ミックス（＃2,3,5,10,11）
- 古賀健一 - ミックス（＃4,6,7,8）
- 山崎翼 - マスタリング
- 石田清志 - デザイン
- 木村祥太 - デザイン、イラスト